# Гробље Лешће
Гробље Лешће је једно од београдских гробаља и налази се у истоименом насељу у општини Палилула.

## Опште информације
Гробље се налази у насељу Лешће, у источном делу области Вишњица, на путу за Сланачки пут у јужном продужетку насеља Вишњичка Бања. На југу, Лешће се протеже до приградских насеља у Београду (Сланци и Велико Село).
На изради Детаљног урбанистичког плана ангажован је био Урбанистички завод Београда, а руководилац задатка била је архитекта мр Милица Јакшић. Крематоријум на гробљу отворен је 1981. године у згради коју је пројектовала архитекта Олга Литричин, у име „Енергопројекта”. До 2005. године овај крематоријум био је једини у Србији док у Новом Саду није отворен други. Прва сахрана на Лешћу одржана је 26. децембра 1980. године.
На Лешћу се налази и гробљанска Црква Светог Јована Милостивог на Лешћу.
Српски певач Аца Лукас снимио је песму Лешће, насловну песму истоименог албума који је објављен 2008. године.

## Сахрањени на гробљу
Неки од знаменитих личности сахрањених на гробљу Лешће су:
- Миша Алексић (1953—2020), српски музичар, бас гитариста Рибље чорбе.
- Тања Булатовић (1964—2013), српска књижевница, преводилац, новинарка и ратна репортерка.
- Милован Витезовић (1944—2022), српски књижевник, сценариста и универзитетски професор.
- Небојша Вучићевић (1962—2022), југословенски и српски фудбалер и фудбалски тренер.
- Јован Ђого (1956—2008), пуковник Војске Републике Српске.
- Слободан Јарчевић (1942—2020), српски књижевник, публициста и ратни министар иностраних послова Републике Српске Крајине.
- Петар Луковић (1951—2024), српски новинар, новински уредник и рок критичар.
- Слађана Милошевић (1955—2024), српска певачица.
- Драган Мићаловић (1950—2017), српски позоришни, телевизијски и филмски глумац.
- Миле Мркшић (1947—2015), генерал-мајор Југословенске народне армије.
- Зоран Радосављевић (1965—1999), мајор и пилот Ратног ваздухопловства Војске Југославије.
- Игор Старовић (1964—2022), српски и југословенски певач.
- Динко Туцаковић (1960—2013), српски филмски редитељ, сценариста, критичар и историчар филма.